# Sorbus semiincisa
Sorbus semiincisa är en rosväxtart som beskrevs av Vincze von Borbás. Sorbus semiincisa ingår i släktet oxlar, och familjen rosväxter. Inga underarter finns listade i Catalogue of Life.

## Bildgalleri

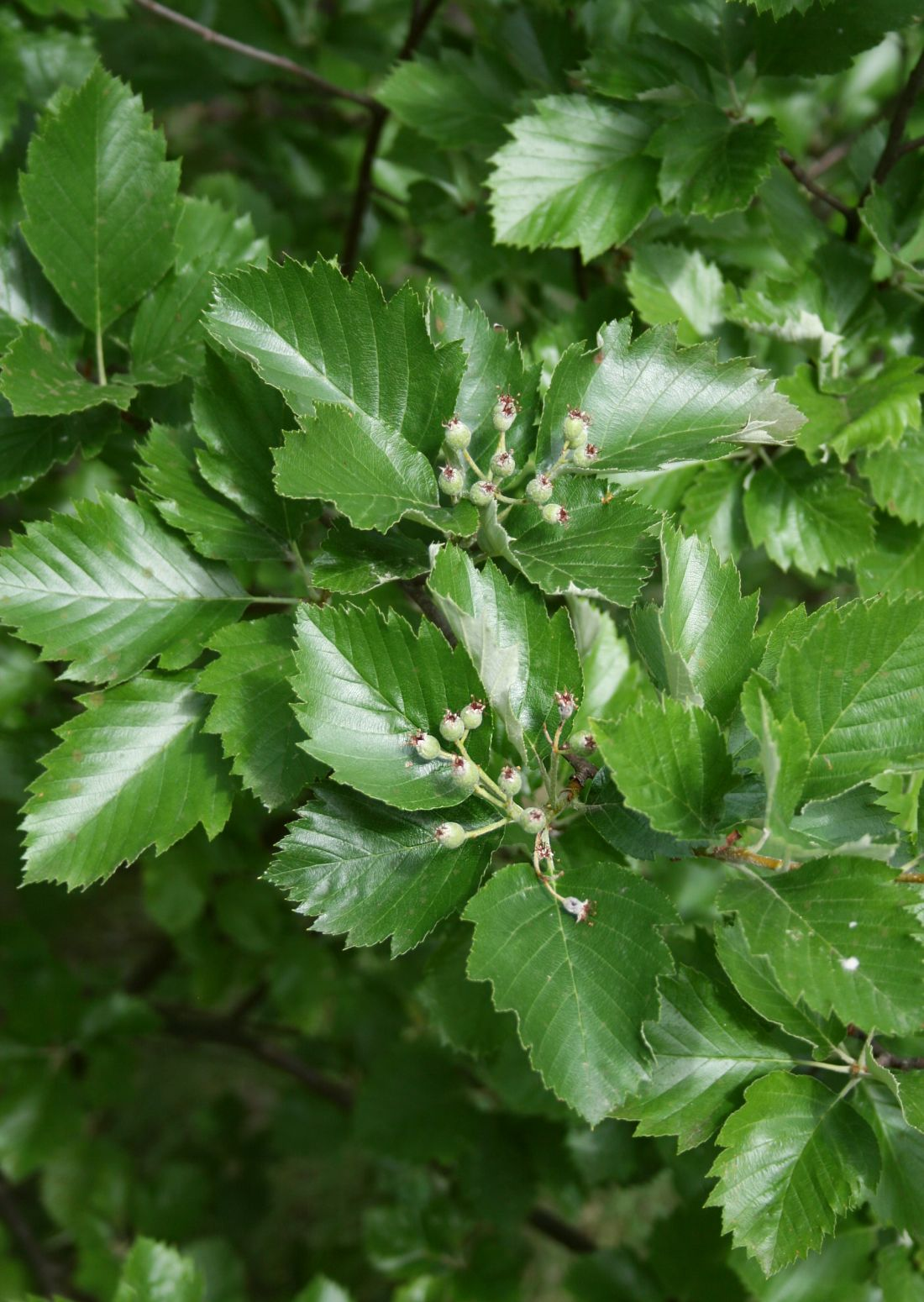
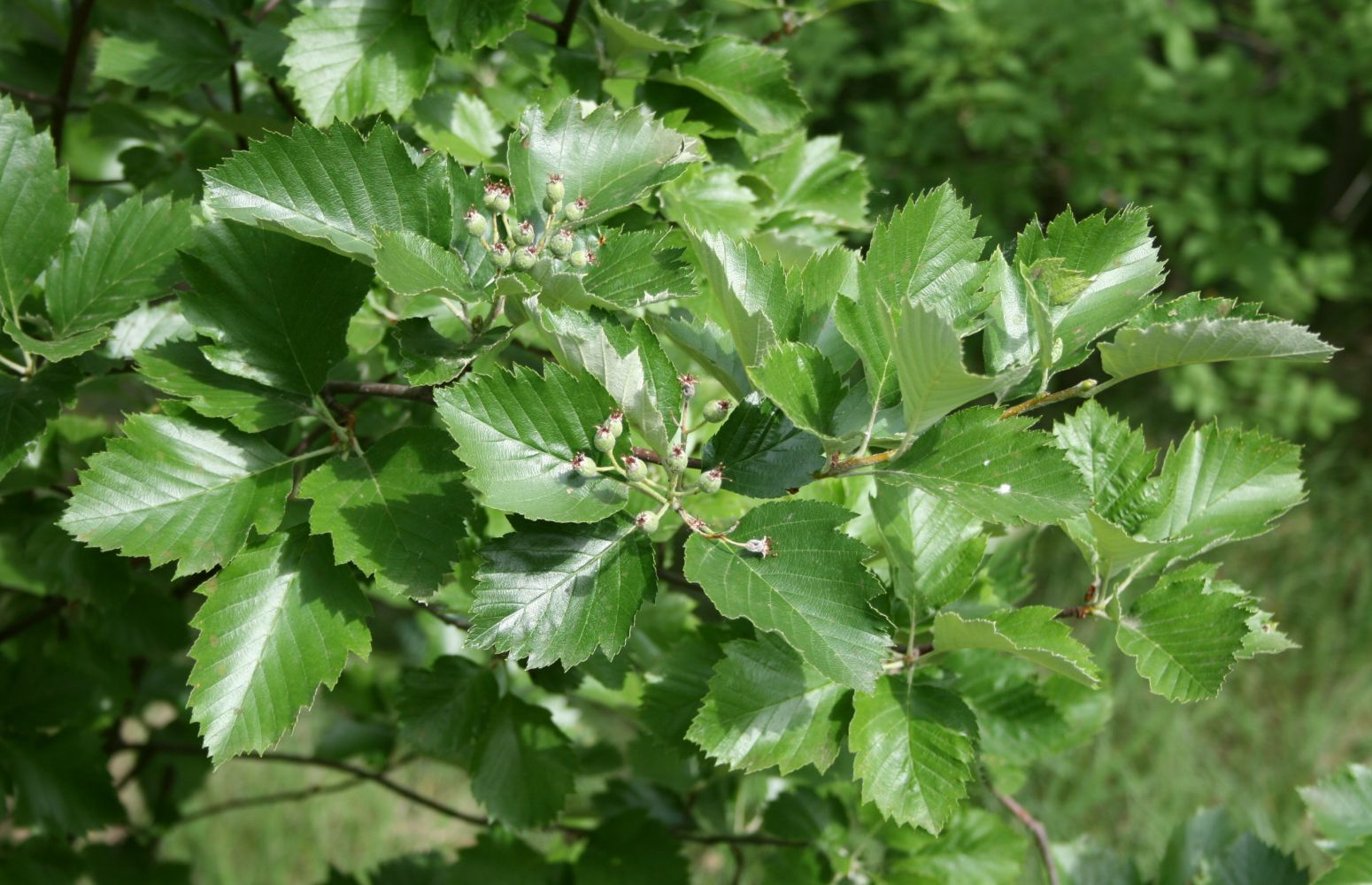
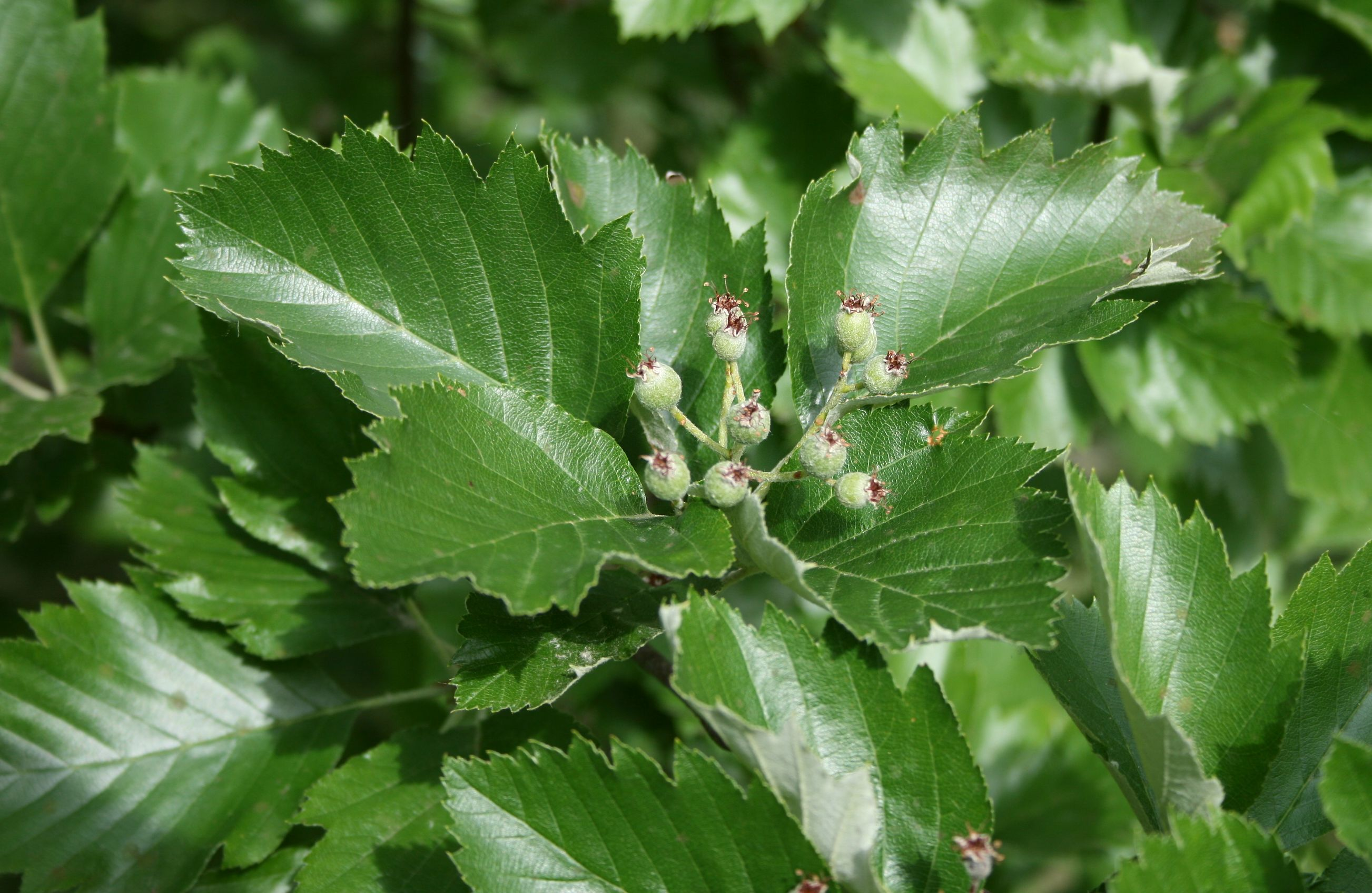